# Temporada de ciclones no Índico Sudoeste de 2005-2006
A temporada de ciclones no Índico Sudoeste de 2005-2006 foi um evento do ciclo anual de formação de ciclones tropicais. A temporada começou em 15 de novembro de 2005 e terminou em 30 de abril de 2006. Maurício e Seychelles consideram que a temporada termina em 15 de maio. Estas datas delimitam convencionalmente o período de cada ano quando a maioria dos ciclones tropicais forma-se na bacia do Índico Sudoeste. A bacia é delimitada pelo meridiano 90°E e pela Linha do Equador, ficando no quadrante sudoeste destas limitações. Os ciclones tropicais que se formam nesta bacia são monitorados pelo Centro Meteorológico Regional Especializado em Reunião, controlado pela Météo-France.

## Nomes das tempestades
Um sistema tropical ganha um nome quando alcança a intensidade de uma tempestade tropical moderada. Se o sistema tropical atingir a intensidade de uma tempestade tropical moderada a oeste da longitude 55°L, então o Centro de Aviso de Ciclone Tropical Sub-regional em Madagáscar atribuiu o nome apropriado para o sistema. Se o sistema tropical alcançar a força de uma tempestade tropical moderada entre as longitudes 55°L e 90°L, então o Centro de Aviso de Ciclone Sub-regional de Maurício atribuiu o nome apropriado para o sistema. A cada ano, uma nova lista de nomes de ciclones tropicais é usada e portanto não há nomes retirados. Abaixo está a lista de nomes de ciclones tropicais usada na temporada de ciclones no Oceano Índico sudoeste de 2005-2006.
| - Alvin - Boloetse - Carina - Diwa - Elia - Farda (sem usar) - Guduza (sem usar) - Helio (sem usar) - Isabella (sem usar) | - Jaone (sem usar) - Kundai (sem usar) - Lindsay (sem usar) - Marinda (sem usar) - Nadety (sem usar) - Otile (sem usar) - Pindile (sem usar) - Quincy (sem usar) - Rugare (sem usar) | - Sebina (sem usar) - Timba (sem usar) - Usta (sem usar) - Velo (sem usar) - Wilby (sem usar) - Xanda (sem usar) - Yuri (sem usar) - Zoelle (sem usar) |